# Sabinina
Sabinina, inicialmente denominado Sabinia, es un género de foraminífero bentónico considerado un sinónimo posterior de Glabratellina de la familia Glabratellidae, de la superfamilia Glabratelloidea, del suborden Rotaliina y del orden Rotaliida. Su especie tipo era Sabinina turriformis. Su rango cronoestratigráfico abarcaba el Holoceno.

## Clasificación
Sabinina incluía a las siguientes especies:
- Sabinina adpirum
- Sabinina klinghardti
- Sabinina kugleri
- Sabinina orbiculata
- Sabinina ornata
- Sabinina rtanjica
  - Sabinina rtanjica triangularis
  - Sabinina rtanjica tunisiensis
- Sabinina serbica
- Sabinina setosa
- Sabinina slovenica
- Sabinina totiseptata
- Sabinina turriformis
- Sabinina vivari